# Arabella Churchill
Arabella Churchill (23 februari 1648 - 30 mei 1730) was een maîtresse van koning Jacobus II van Engeland. Ze was de dochter van Winston Churchill (een voorvader van premier Winston Churchill) en Elizabeth Drake, en zuster van John Churchill, 1e hertog van Marlborough.
Ze werd geboren als de oudste van twaalf kinderen. Op 17-jarige leeftijd werd ze hofdame van de hertogin van York, Anne Hyde. Al snel werd ze de maîtresse van de hertog van York, Jacobus, de latere koning Jacobus II. Tijdens het leven van Anne kreeg Arabella zeker twee kinderen van haar minnaar. Na het huwelijk met Maria d'Este ging hun relatie gewoon door en ze kregen nog twee kinderen.
Arabella leidde inmiddels een teruggetrokken leven in een huis aan St. James's Square in Westminster, Londen, dat Jacobus voor haar had gekocht, waar ze leefde van een toelage die Jacobus ook voor haar geregeld had. Nadat hun relatie rond 1674 eindigde, verkocht ze het huis voor een vorstelijk bedrag. Ze huwde met kolonel Charles Godfrey († 23 februari 1714). Zij kregen samen vier kinderen, van wie twee dochters de volwassen leeftijd behaalden.
Ze stierf in 1730 als rijke weduwe en werd begraven in Westminster Abbey.